# Isdes (Loiret)
Isdes település Franciaországban, Loiret megyében. Lakosainak száma 531 fő (2022. január 1.). Isdes Brinon-sur-Sauldre, Chaon, Souvigny-en-Sologne, Cerdon, Vannes-sur-Cosson, Viglain és Villemurlin községekkel határos.

## Népesség
A település népességének változása:
| Lakosok száma | 557  | 526  | 433  | 585  | 546  | 549  | 556  | 548  | 545  | 531  |
|               | 1968 | 1982 | 1990 | 2006 | 2013 | 2015 | 2017 | 2019 | 2020 | 2022 |